# Wakayama (prefektura)
Wakayama (japanski: kanji (和歌山県, romaji: Wakayama-ken) je prefektura u današnjem Japanu. 
Nalazi se u južnom i jugozapadnom dijelu poluotoka Kiija na jugu otoka Honshūa. Nalazi se u chihō Kansaiju.
Glavni je grad Wakayama.
Organizirana je u 6 okruga i 30 općina. ISO kod za ovu pokrajinu je JP-30.
1. studenoga 2010. u ovoj je prefekturi živjelo 998.637 stanovnika.
Simboli ove prefekture su cvijet umea (Prunus mume), drvo hrasta ubamea (Quercus phillyraeoides) i ptica japanski bjelook (Zosterops japonica).